# Иосиф Исповедник
Ио́сиф Испове́дник — архиепископ Солунский, брат преподобного Феодора Студита, жил в IX веке.
Сторонник иконопочитания.
Вместе с братом подвизался под руководством преподобного Платона в монастыре Сакудион. За подвижническую жизнь преподобный Иосиф был единогласно избран архиепископом города Солуни. Вместе с братом выступил против незаконного брака императора Константина VI, за что после мучений был заточён в темницу на пустынном острове.
Император Михаил I Рангаве освободил святителя Иосифа из заточения. При императоре Льве V Армянине (813—820) святитель вновь пострадал вместе с братом, преподобным Феодором, за почитание святых икон. В темнице его подвергали пыткам, но святитель был непоколебим в своей вере. Император-иконоборец потребовал, чтобы он подписался под иконоборческим исповеданием веры. За отказ святителя бросили в другую, смрадную темницу.
При императоре Михаиле Косноязычном святитель Иосиф, вместе с другими иноками, пострадавшими за иконопочитание, был освобождён.
Последние годы он провел в Студийском монастыре, где преставился в 830 году.
Святитель Иосиф известен как духовный песнописец. Им составлены трипеснцы и стихиры Триоди постной, канон покаянный в Неделю блудного сына и другие песнопения. Им написаны несколько слов на праздники, из которых наиболее известно «Слово на Воздвижение Честного Креста Господня» («Λόγος είς τόν τίμιον καί ζωοποιόν Σταυρόν»).